# Пол Ламбріхтс
Пол Ламбріхтс (фр. Paul Lambrichts, нар. 16 жовтня 1954) — бельгійський футболіст, що грав на позиції захисника, зокрема за «Беверен» та національну збірну Бельгії.
Чемпіон Бельгії. Володар Кубка Бельгії. Володар Суперкубка Бельгії.

## Клубна кар'єра
У дорослому футболі дебютував 1978 року виступами за команду «Вінтерслаг», у якій провів чотири сезони. 
Своєю грою за цю команду привернув увагу представників тренерського штабу клубу «Беверен», до складу якого приєднався 1982 року. Відіграв за команду з Беверена наступні шість сезонів своєї ігрової кар'єри.
Протягом 1988—1990 років захищав кольори клубу «Стандард» (Льєж).
Завершив ігрову кар'єру у команді «Беверен», у складі якої вже виступав раніше. Повернувся до неї 1990 року, захищав її кольори до припинення виступів на професійному рівні у 1990 році.

## Виступи за збірну
У 1984 році дебютував в офіційних матчах у складі національної збірної Бельгії.
Загалом того року провів у її формі 5 матчів, був учасником Євро-1984.

## Титули і досягнення
- Чемпіон Бельгії (1):

«Беверен»: 1983-1984
- Володар Кубка Бельгії (1):

«Беверен»: 1982-1983
- Володар Суперкубка Бельгії (1):

«Беверен»: 1984